# Sangamon-Klasse
Die Sangamon-Klasse war eine Klasse von vier Geleitflugzeugträgern der amerikanischen Marine, die während des Zweiten Weltkriegs und danach zum Einsatz kamen.
Ursprünglich waren die Schiffe als Öltanker des kommerziellen MARAD-Typs T3-S2-A1 in den Jahren 1939 bis 1940 gebaut. Sie  wurden aber von der US-Marine erworben und als Marine-Tanker der Cimarron-Klasse in Dienst gestellt. Aus Mangel an weiteren Frachter-Rümpfen, die zu Geleitflugzeugträgern der Bogue-Klasse umgebaut werden konnten, beschloss die  amerikanische Marine, vier der Tanker der Cimmaron-Klasse umzubauen. Sie erhielten die Kennnummern CVE-26 bis CVE-29. Obwohl die Schiffe der Sangamon-Klasse bessere Leistungen brachten als die Frachter-Umbauten, wurden keine weiteren Tanker umgebaut, da der Bedarf nach Tankern für die Marine ebenfalls eine hohe Priorität besaß. Allerdings diente der Entwurf der Sangamon-Klasse als Entwicklungsbasis für die von Beginn an als solche geplanten Geleitflugzeugträger der Commencement-Bay-Klasse.
Ab Ende 1942 waren alle vier Schiffe im Einsatz. Sie dienten unter anderem im Pazifik, Atlantik und dem Mittelmeer. Drei der Schiffe wurden in der See- und Luftschlacht im Golf von Leyte durch japanische Kamikaze-Angriffe beschädigt, es überstanden aber alle Schiffe den Krieg.
Einige der Träger wurden nach dem Krieg zu Hubschrauberträgern (CVHE) umfunktioniert, Anfang 1960 waren alle verschrottet.

## Schiffe der Klasse
- Sangamon (CVE-26) (ex AO-28)
- Suwannee (CVE-27) (ex AO-33)
- Chenango (CVE-28) (ex AO-31)
- Santee (CVE-29) (ex AO-29)

Ursprünglich sollte der Tanker USS Chemung (AO-30) als CVE-29 umgebaut werden, wurde aber vor Beginn der Arbeiten durch die USS Santee (AO-29) ersetzt.